# Luis Donaldo Colosio, Nuevo León
Luis Donaldo Colosio är en ort i Mexiko.   Den ligger i kommunen General Zaragoza och delstaten Nuevo León, i den centrala delen av landet, 500 km norr om huvudstaden Mexico City. Luis Donaldo Colosio ligger 1 396 meter över havet och antalet invånare är 221.
Terrängen runt Luis Donaldo Colosio är huvudsakligen bergig, men den allra närmaste omgivningen är kuperad. Luis Donaldo Colosio ligger nere i en dal. Runt Luis Donaldo Colosio är det mycket glesbefolkat, med 5 invånare per kvadratkilometer. Närmaste större samhälle är La Aldea, 12,6 km norr om Luis Donaldo Colosio. Omgivningarna runt Luis Donaldo Colosio är i huvudsak ett öppet busklandskap.